# ولاية العوابي
ولاية العوابي ، إحدى ولايات محافظة جنوب الباطنة في منطقة الباطنة في الجزء الشمالي من سلطنة عمان، ويوجد بالولاية عدد من المعالم الأثرية التي تتمثل في الحصون والأبراج والبيوت القديمة التاريخية.

## أصل الاسم
الإسم القديم لولاية العوابي هو سوني أما الاسم الحالي فهو العوابي، والعوابي جمع ومفرده عابية والعابية هي قطعة الأرض الصالحة للزراعة.

## المعالم السياحية

### الحصون
حصن العوابي، الرتمي، الصلوت، وبرجا (السد والنجور).

### البيوت الأثرية
الصاروج، المسفاة، الوليجاء.

### معالم أخرى
ومن معالمها السياحية الأخرى: منطقة (العليا) التي تتميز بالمناظر الطبيعية الخلابة من الأشجار العالية وخصوصا أشجار المانجو، والجبال الشاهقة والمياه التي تتواجد معظم أيام السنة. ويمكن الذهاب إلى الجبل الأخضر عن طريق منطقة العليا. ومنطقة (العجة) التي تشكل فيها الصخور الضخمة عدداً من الممرات والكهوف التي تنتشر على جدرانها الكتابات والنقوش الأثرية. ومنطقة (الصبيخاء) حيث الجبال الشاهقة والأشجار الخضراء. أيضا" تعتبر منطقة الهجير في وادي بني خروص من المناطق السياحية، حيث يوجد بها عين باردة تصب من فوق الجبل والطريق المؤدي إلى العين جميل جدا".

## وصلات خارجية
- ولاية العوابي من موقع وزارة الإعلام العمانية